# Timsen
Timsen är en sjö i Ockelbo kommun i Gästrikland och ingår i Testeboåns huvudavrinningsområde. Sjön har en area på 0,254 kvadratkilometer och ligger 284,1 meter över havet. Sjön avvattnas av vattendraget Timsån.

## Delavrinningsområde
Timsen ingår i det delavrinningsområde (676270-151845) som SMHI kallar för Utloppet av Timsen. Medelhöjden är 317 meter över havet och ytan är 3,07 kvadratkilometer. Räknas de 4 avrinningsområdena uppströms in blir den ackumulerade arean 29,73 kvadratkilometer. Timsån som avvattnar avrinningsområdet har biflödesordning 3, vilket innebär att vattnet flödar genom totalt 3 vattendrag innan det når havet efter 89 kilometer. Avrinningsområdet består mestadels av skog (89 procent). Avrinningsområdet har 0,25 kvadratkilometer vattenytor vilket ger det en sjöprocent på 8,3 procent.